# Hagymaformák
A hagymaformák (Allioideae) a spárgavirágúak (Asparagales) rendjébe tartozó amarilliszfélék (Amaryllidaceae) családjának egyik alcsaládja. Lágyszárú, évelő növények tartoznak ide.
A korábbi rendszertanok hagymafélék (Alliaceae) néven önálló családként kezelték. Még régebben a liliomfélék (Liliaceae) családjába sorolták az ide tartozó növényeket.

## Jellemzőik
Tipikus szervük a hagymagumó. Kéntartalmú, jellegzetes illatú allilolajokat tartalmaznak. Bogas szerkezetű fejecske- vagy ernyővirágzatuk buroklevélszerű murvalevelekkel övezett. Felső állású magházuk van.
Spóraképződésük szukcesszív, azaz a két meiotikus osztódás között az utódsejtek már fallal határolódnak el egymástól.

## Rendszerezés
A 2003-as APG II-rendszer még család szinten kezelte a hagymaféléket, a spárgavirágúak (Asparagales) rendbe sorolja a monocots kládon belül. Az APG II a család kétfajta leírását is megengedte:
- Alliaceae sensu lato („szélesebb értelemben”), ide sorolva az 1998-as APG-rendszerben még az Agapanthaceae, Alliaceae  és Amaryllidaceae családokhoz sorolt fajokat.
- Alliaceae sensu stricto („szűkebb értelemben”), az 1998-as APG-rendszert követve, kizárva a fajokat, amik az Agapanthaceae és Amaryllidaceae fajait tartalmazzák.

Megjegyzendő, hogy egyes régebbi rendszertanok által a hagymafélékhez sorolt fajokat az APG és az APG II is a Themidaceae családba sorol.
Az APG III-rendszer (2009) beolvasztotta az amarilliszfélék (Amaryllidaceae) családjába.
A család legfontosabb nemzetsége az Allium, ami számos fontos élelmiszernövényt és fűszernövényt tartalmaz, köztük a vöröshagymát (Allium cepa), a metélőhagymát (A. schoenoprasum), a fokhagymát (A. sativum és A. scordoprasum), valamint a póréhagymát (A. porrum).

### Nemzetségcsoportok és nemzetségek
A fölöttébb fajgazdag alcsaládot 15 nemzetségcsoportra és több, csoportba nem sorolt nemzetségre bontják:
- Amaryllideae nemzetségcsoport 4 nemzetségcsoporttal, 10 nemzetséggel:
  - Amaryllis
  - Ammocharis
  - Boophone
  - Brunsvigia
  - Crinum
  - Crossyne
  - Hessea
  - Namaquanula
  - Nerine
  - Strumaria
- Calostemmateae nemzetségcsoport 2 nemzetséggel:
  - Calostemma
  - Proiphys
- Clinantheae nemzetségcsoport 3 nemzetséggel:
  - Clinanthus
  - Paramongaia
  - Pamianthe
- Cyrtantheae nemzetségcsoport 1 nemzetséggel:
  - Cyrtanthus
- Eucharideae nemzetségcsoport 3 nemzetséggel:
  - Caliphruria
  - Eucharis
  - Urceolina
- Eustephieae nemzetségcsoport 4 nemzetséggel:
  - Chlidanthus
  - Eustephia
  - Hieronymiella
  - Pyrolirion
- Galantheae nemzetségcsoport 3 nemzetséggel:
  - Acis
  - hóvirág (Galanthus)
  - Leucojum
- Griffineae nemzetségcsoport  nemzetséggel:
  - Griffinia
  - Worsleya
- Haemantheae nemzetségcsoport 6 nemzetséggel:
  - Apodolirion
  - Clivia
  - Cryptostephanus
  - Gethyllis
  - vérvirág (Haemanthus)

- Hippeastreae nemzetségcsoport 2 nemzetségcsoporttal, 9 nemzetséggel:
  - Eithea
  - amarillisz (Hippeastrum) (a nemzetség magyar neve nincs összhangban tudományos nevével)
  - Phycella
  - Placea
  - Rhodophiala
  - Traubia
  - Habranthus
  - Sprekelia
  - Zephyranthes
- Hymenocallideae nemzetségcsoport 3 nemzetséggel:
  - Ismene
  - Hymenocallis
  - Leptochiton
- Lycorideae nemzetségcsoport 2 nemzetséggel:
  - Lycoris
  - Ungernia
- Narcisseae nemzetségcsoport 2 nemzetséggel:
  - Nárcisz (Narcissus)
  - Vetővirág (Sternbergia)
- Pancratieae nemzetségcsoport  nemzetséggel:
  - Pancratium
  - Vagaria
- Stenomesseae nemzetségcsoport 5 nemzetséggel:
  - Eucrosia
  - Mathieua
  - Phaedranassa
  - Rauhia
  - Stenomesson

Nemzetség csoporton kívüli nemzetségek:
- Agapanthus
- hagyma (Allium)
- Ancrumia
- Caloscordum
- Erinna
- Garaventia
- Gethyum
- Gilliesia
- Ipheion
- Latace
- Leucocoryne
- Miersia
- Milula
- Muilla
- Nectaroscordum
- Nothoscordum
- Solaria
- Speea
- Trichlora
- Tristagma
- Tulbhagia
- Zoelnerallium

Az Androstephium, Bessera, Bloomeria, Brodiaea, Dandya, Dichelostemma, Milla, Petronymphe, Triteleia és Triteleiopsis nemzetségeket a Themidaceae családba sorolták – amit viszont az APG III-rendszer megszüntetett, és a spárgafélék (Asparagaceae) családjába olvasztott.

## Fordítás
- Ez a szócikk részben vagy egészben az Alliaceae című angol Wikipédia-szócikk ezen változatának fordításán alapul.  Az eredeti cikk szerkesztőit annak laptörténete sorolja fel. Ez a jelzés csupán a megfogalmazás eredetét és a szerzői jogokat jelzi, nem szolgál a cikkben szereplő információk forrásmegjelöléseként.